# Тисячоліття
Тисячоліття — відрізок часу із тисячі років. Також міленіум (millennium, millennia від лат. mille, 1000, і annus, рік).

## Демаркація тисячоліть
Термін тисячоліття може вживатися як у значенні тисячі років, починаючи від будь-якої дати, так і в значенні тисячі років, починаючи від Різдва Христового (нашої ери). У другому сенсі тисячоліття нумеруються. Так, наприклад, ми зараз живемо у 3-му тисячолітті. Тисячоліття до Різдва Христового нумеруються в оберненому порядку: перед 1-м тисячоліттям йшло 1-ше тисячоліття до н. е., раніше 2-ге тисячоліття до н. е. і так далі.

### Точка зору x000-x999
«2000 рік» також був популярною фразою і посиланням на майбутні катастрофічні події глобального масштабу. У цьому були зацікавлені різні сектанти та езотерики-есхатологи, також засоби масової інформації та корпорації-виробники програмного забезпечення в проблемі 2000 року (Y2K bug). Таким чином, за з популістським аргументом, нове тисячоліття має починатися, коли з'являються нулі 2000, тобто в день після 31 грудня 1999 року. Зміна цифри сотень на рік число і нулі перевертання створили відчуття, що почалося нове століття. Це схоже на загальне розмежування десятиліть їх найбільш значущих цифр, наприклад називаючи період 1980 по 1989 рік як 1980-х років чи «вісімдесятих». Крім того, він буде дійсним для святкування у 2000 році як культурна подія у своєму власному праві, і назвіть період з 2000 по 2999, як «2000-х років».
| −1 | 0                       | 1                       | 2                       | 3                       | 4                       | 5                       | …                       | 998                     | 999                     | 1000          | 1001          | 1002          | …             | 1998          | 1999          | 2000          | 2001          | 2002          | …             | 2998          | 2999          | 3000 | 3001 | 3002 |
|    | 1 тисячоліття (1000 р.) | 1 тисячоліття (1000 р.) | 1 тисячоліття (1000 р.) | 1 тисячоліття (1000 р.) | 1 тисячоліття (1000 р.) | 1 тисячоліття (1000 р.) | 1 тисячоліття (1000 р.) | 1 тисячоліття (1000 р.) | 1 тисячоліття (1000 р.) | 2 тисячоліття | 2 тисячоліття | 2 тисячоліття | 2 тисячоліття | 2 тисячоліття | 2 тисячоліття | 3 тисячоліття | 3 тисячоліття | 3 тисячоліття | 3 тисячоліття | 3 тисячоліття | 3 тисячоліття |      |      |      |

| 1 BC | 1 AD                  | 2                     | 3                     | 4                     | 5                     | …                     | 998                   | 999                   | 1000          | 1001          | 1002          | …             | 1998          | 1999          | 2000          | 2001          | 2002          | …             | 2998          | 2999          | 3000 | 3001 | 3002 |
|      | 1 тисячоліття(999 р.) | 1 тисячоліття(999 р.) | 1 тисячоліття(999 р.) | 1 тисячоліття(999 р.) | 1 тисячоліття(999 р.) | 1 тисячоліття(999 р.) | 1 тисячоліття(999 р.) | 1 тисячоліття(999 р.) | 2 тисячоліття | 2 тисячоліття | 2 тисячоліття | 2 тисячоліття | 2 тисячоліття | 2 тисячоліття | 3 тисячоліття | 3 тисячоліття | 3 тисячоліття | 3 тисячоліття | 3 тисячоліття | 3 тисячоліття |      |      |      |

## Сучасне літочислення
У всіх державах Європи та більшості країн світу сучасне літочислення нашої ери, включно з XXI століттям та 3-м тисячоліттям ведеться від Різдва Христового і позначається латинською > Anno Domini, або скорочено: A.D./AD. Повністю фраза звучить: лат. Anno Domini Nostri Iesu Christi (в рік Господа нашого Ісуса Христа). За таким літочисленням нульового року немає, тому 1 рік AD (нової ери) йде відразу ж після 1 року до Різдва Христового (до нової ери). В українській мові вживається також відповідник «рік Божий», «року Божого» (р. Б.).